# Anatomia patológica
Anatomia patológica é um ramo da patologia e da medicina que lida com o diagnóstico das doenças baseado no exame macroscópico de peças cirúrgicas e microscópicos para o exame de células e tecidos.
O patologista tem ampla atuação na ciência médica. Existem patologistas dedicados preferencialmente ao desenvolvimento científico, geralmente através da patologia experimental. Outros atuam preferencialmente na sala de necrópsia, no estudo da história natural das doenças, outros ainda atuam preferencialmente em patologia cirúrgica diagnóstica e citopatologia, além de serem responsáveis pela análise e elaboração de laudos (pareceres anatomopatológicos) em exames utilizando-se a técnica de imuno-histoquímica. Aqueles que se dedicam preferencialmente à patologia diagnóstica são denominados patologistas cirúrgicos.

## Histórico

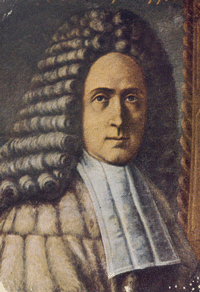
Morgagni

Em 1761, Giovanni Battista Morgagni publica Sobre os Lugares e as Causas das Doenças Anatomicamente Verificadas, em que descreve a vida de seus pacientes, a maneira como morreram e as necrópsias que conduziu. Morgagni é considerado o fundador da anatomia patológica moderna.

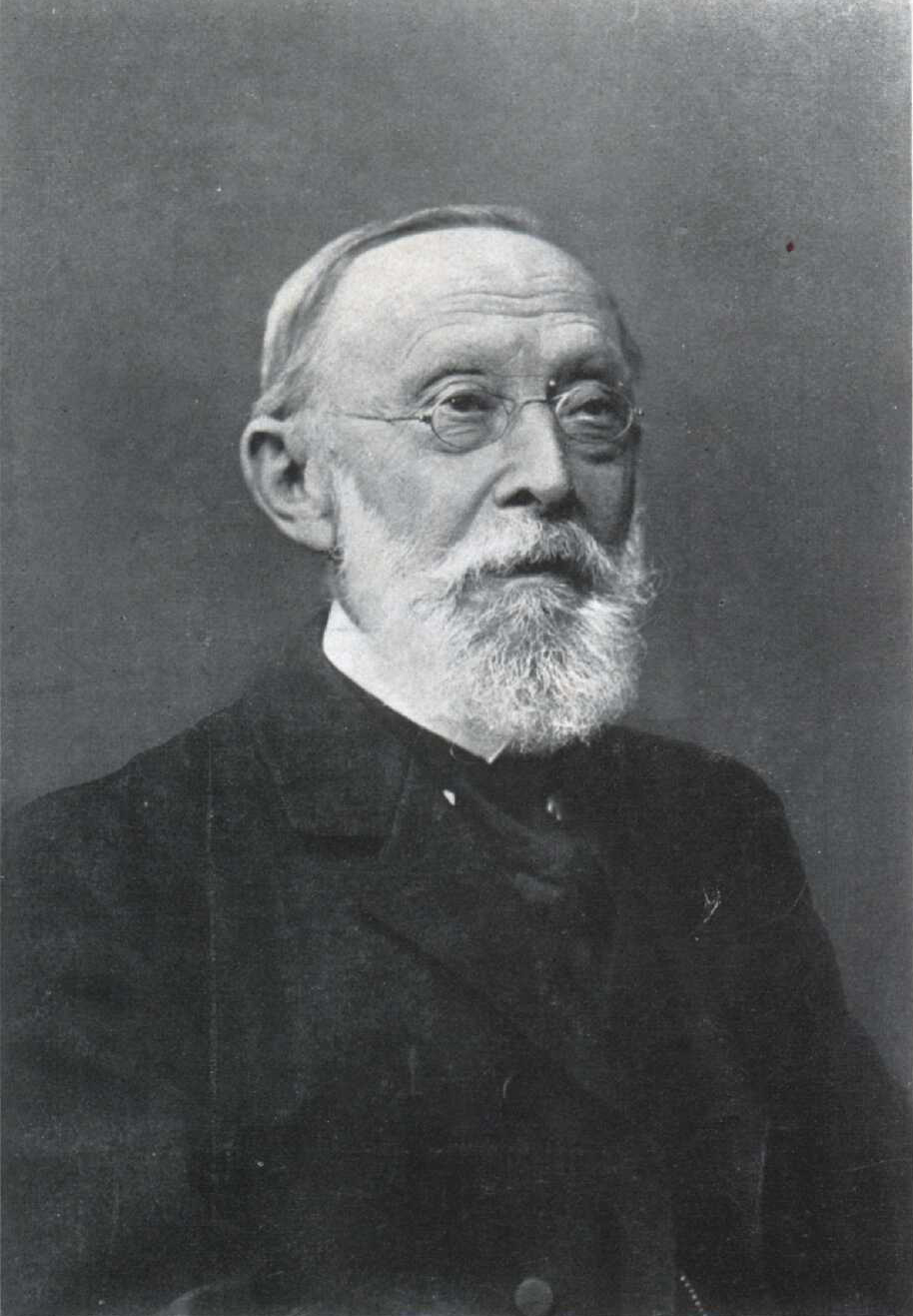
Virchow

Porém, nos moldes como conhecemos hoje, inicia-se com o médico alemão Rudolf Virchow, pai da patologia celular. O Dr. Virchow solidificou a teoria celular com sua famosa afirmação Omnia cellula ex cellulae (Todas as células provém de células).

## Anatomia Patológica no Brasil
No Brasil, de acordo com a AMB (Associação Médica Brasileira), a Patologia é exercida através de uma pós-graduação do curso de Medicina, a chamada Residência médica com duração de três a quatro anos. Além disso, os procedimentos de anatomia patológica também podem ser realizados por cirurgiões-dentistas especialistas em Patologia Bucal e médicos patologistas veterinários, limitados a suas respectivas áreas de atuação.
As atividades de caráter técnico necessárias ao diagnóstico do médico patologista podem ser executadas por Histotecnologistas (profissionais de nível médio) e também por Biólogos e  Biomédicos devidamente habilitados em Histotecnologia.

## Anatomia Patológica em Portugal
Em Portugal, a Anatomia Patológica é exercida através de uma especialização a que o médico tem que se candidatar e tem a duração de 5 anos.
No carácter técnico de auxílio ao diagnóstico, há diversos profissionais graduados que são habilitados a exercer a função, tais como Biólogos, Bioquímicos, Técnicos Superiores de Saúde (Técnico em Anatomia Patológica), etc..